# Charbonneaux-Brabant
 (janvier 2024).
L'article doit être relu — et modifié si nécessaire — par des contributeurs indépendants pour apporter un regard critique aux contributions effectuées en violation des conditions d'utilisation de Wikipédia, tant sur la forme (notamment concernant le style encyclopédique, la proportionnalité) que sur le fond (la neutralité de point de vue, la qualité et l'indépendance des sources).
Pour les articles homonymes, voir Charbonneaux et Brabant.
L’entreprise Charbonneaux-Brabant, siègeant à Reims, résulte de la fusion de deux entreprises familiales spécialisées dans le vinaigre à partir de moût de raisins de Champagne pour l’une et dans l’alcool à partir de jus de betteraves pour l’autre.

## Historique

### Maison Charbonneaux
À sa création en 1797, la maison Charbonneaux, située rue du Barbâtre, produisait du savon pour le lavage des laines.
Son activité a évolué au fil du temps sous l'impulsion de la famille Charbonneaux dont six générations se sont succédé à la tête de l'entreprise de 1797 à 1962. Au fil du temps, elle s’oriente vers la dénaturation d’alcool et fournit les vinaigriers en alcool.
En 1923, installation au Port Sec de Reims.

### Maison Brabant
En 1880, Paul Brabant crée une distillerie d’alcool. Cet alcool est obtenu par fermentation puis distillation d’un jus sucré issu de betteraves cultivées dans les villages voisins. Au fil des générations, l'entreprise s’est diversifiée et a développé une large gamme d’alcools et de solvants.

### Société Charbonneaux-Brabant
En 1962, à la suite du décès de Rémy Charbonneaux dernier représentant de la famille, l’entreprise est cédée au groupe familial Brabant, acteur majeur dans les domaines de la distillation, la régénération et la distribution de solvants.
Naît ainsi l’actuelle société Charbonneaux-Brabant, unique entreprise familiale à posséder le savoir-faire vinaigrier et moutardier champenois.
En 1966, le groupe  rachète la Société Gouthière Detree, productrice de vinaigre et de moutarde. 
En 1964, avec le rachat d’une seconde vinaigrerie, Ménégault-Blondel , le groupe Charbonneaux-Brabant a alors développé une branche agroalimentaire.
En 1998, Charbonneau-Brabant rachète la vinaigrerie Caroff frères.
À partir de 1972, Charbonneaux-Brabant opte pour un procédé de fermentation dit « immergé » pour la production du vinaigre.
En 1975, avec la reprise de la Maison Florida à Magenta, près d'Épernay, la société Rémoise continue son développement en défendant et perpétuant la tradition moutardière régionale.
En 1976, Charbonneaux-Brabant lance la marque Clovis
Début janvier 2002, dans le cadre de sa croissance externe, la société Charbonneaux-Brabant a repris la Vinaigrerie Nîmoise de Provence et de Languedoc Royanez (VNPL) à Lunel (Hérault) et la Vinaigrerie du Berry à Saint-Amand-Monrond (Cher).
En 2004, Charbonneaux-Brabant rachète la Vinaigrerie de Carvin.
En 2011, la société SDMR - Marcel Recorbet  est rachetée par le groupe familial Charbonneaux-Brabant.
En 2011,  le Groupe Charbonneaux-Brabant prend une participation majoritaire (80 %) dans le capital d'Antichi Colli, producteur de vinaigre balsamique installé à Castelnuovo Rangone, dans la province de Modène.
En 2013, Charbonneaux-Brabant rachète l’Atelier des épices et condiments.
En 2019, Charbonneaux Brabant rachète Alico, un fabricant italien haut de gamme, connu par sa marque Giovanna Pavarotti. 
En 2020 : la SA Charbonneaux-Brabant absorbe la société Comptoir Chimique du Nord Est.
En 2022 : reprise des socitétés Dumortier et Vigean ainsi que d'un vignoble dans le sud de la France.

## Entreprise
Les domaines d’activités de Charbonneaux-Brabant sont la dénaturation et la commercialisation d’alcool, le conditionnement et  la formulation de produit chimiques et d’autre part la fabrication de vinaigre moutarde, mayonnaise et sauces.
Charbonneaux-Brabant s’est développée sur 7 sites de productions en France (Reims (51), Formerie (60), Nantes (44), Carvin (62), Saint-Amand-Montrond  (18), Champsac (87) et Lunel (34) et 2 en Italie. 

## Gamme de produit
L'entreprise Charbonneaux-Brabant a créé en 1976 la marque Clovis pour sa gamme de moutarde et de vinaigre.
La particularité de la moutarde de Reims réside dans le fait qu’elle est élaborée à partir de vinaigre de vins de Champagne et 
enrichie aux épices. Les graines de moutarde sont majoritairement importées du Canada.
En matière de vinaigre, la spécialité de l'entreprise Charbonneaux-Brabant est le vinaigre de Reims qui est élaboré à partir des vins issus des cépages Chardonnay, Pinot Noir et Pinot Meunier. Il est vieilli durant 1 an ou 6 ans dans des fûts de chêne.

### Activité liée aux produits d'entretien et de bricolage
Charbonneaux-Brabant intervient dans la distribution de produits d’entretien et de bricolage sous les marques Phebus et Qualipro. Ces marques proposent une large gamme de produits pour : 
- L’entretien de la maison : Eau déminéralisée, vinaigre ménager, produits brutes, alcool ménager, etc.
- Le bricolage pour diluer, dégraisser ou rénover : White spirit, acétone, huile de lin, etc.
- Le jardinage : nous avons une gamme de vinaigre reconnu en tant que substance de base* qui peut être utilisé par le particulier et les collectivités, en respectant les conditions spécifiques précisées dans le rapport d’examen**
- L’automobile : pour l'entretien de son véhicule.
- Et des produits saisonniers qui s'adaptent à chaque saison.

Engagé dans le développement durable, Charbonneaux-Brabant a également développé une gamme de produits alternatifs avec 100% d’actifs d’origine végétale et biodégradables. Charbonneaux-Brabant a aussi lancé le concept « Le Fée Maison c'est Magique » en proposant des recettes pour faire soi-même ses produits d’entretien et d’hygiène !
Charbonneaux-Brabant est aussi présent au rayon des nettoyants ménagers des grandes enseignes avec la marque Le Droguiste. Le savoir-faire de « Le Droguiste » est de proposer toute une gamme de vinaigres ménagers 100% d’origine naturelle, efficaces, économiques et certifiés Ecocert. Cette marque se développe également sur des produits d’antan.
Charbonneaux-Brabant est aussi un acteur auprès des industriels avec un rayonnement régional ; nous distribuons et formulons des produits chimiques.
- Pour la chimie minérale : Acides, bases, sels
- Pour la chimie organique :  Solvants pétroliers, solvants de synthèses pétrochimiques, alcools

*Approbation de la substance de base : Règlement (UE) n°2019-149 modifiant les règlements d’exécution (UE) 2015/1108 et (UE) no 540/2011 conformément au règlement (CE) n°1107/2009.
** Selon rapport d’examen de l’EFSA : SANCO/12896/2014-rev.5 du 26/01/2021 annexe I et II.